# Pierre Mauriac
Pour les articles homonymes, voir Mauriac.
Pierre Mauriac, né le 21 novembre 1882 et mort le 1er novembre 1963 à Bordeaux, est un médecin français, doyen de la Faculté de médecine de Bordeaux et le frère de François Mauriac.

## Présentation
Il est le frère le plus proche de François Mauriac.

En 1905, il devient interne des hôpitaux et soutient sa thèse en 1909 sur la sérologie de la syphilis.

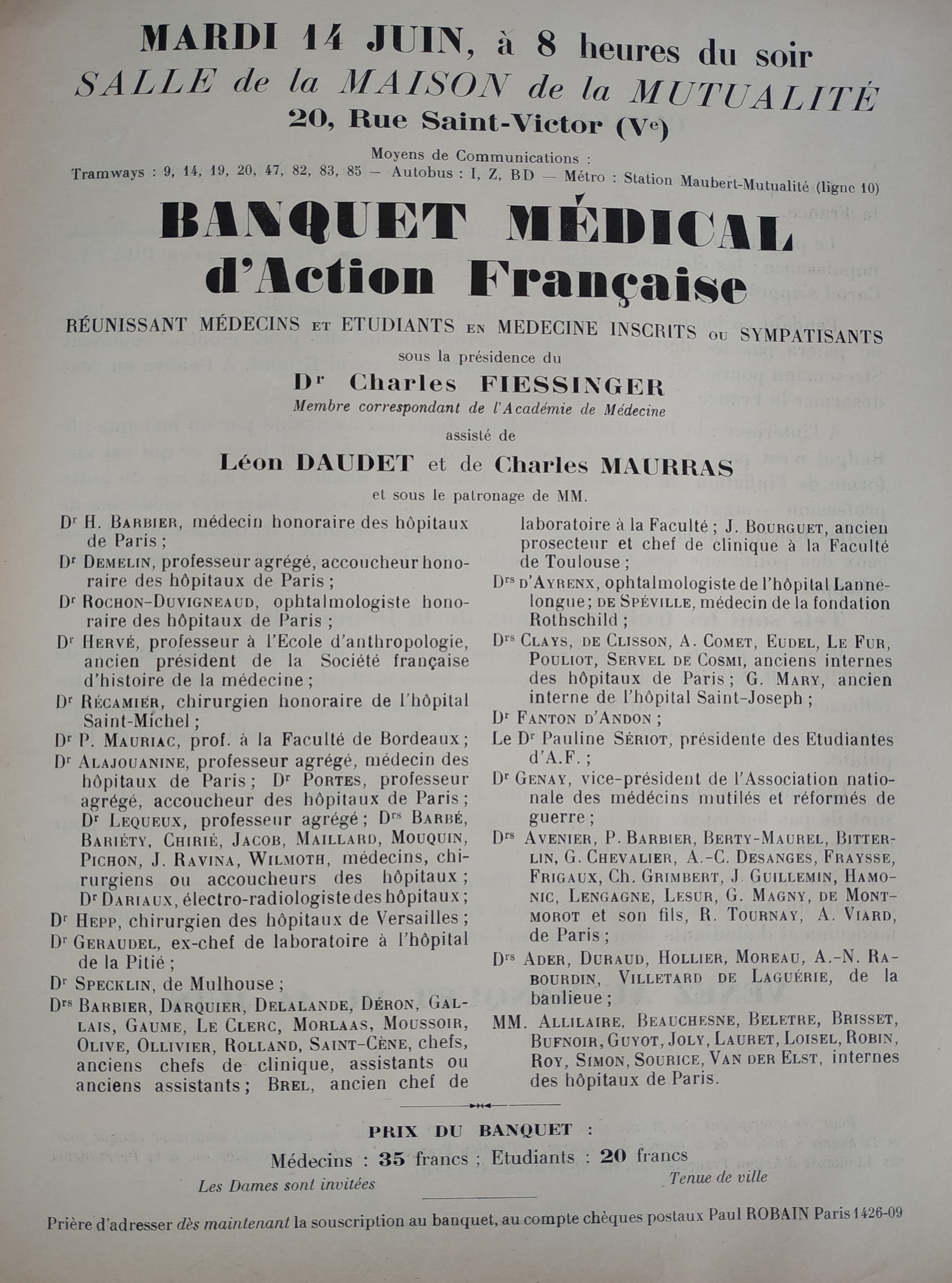
Mention de Pierre Mauriac lors d'un banquet médical d'Action française du 14 juin 1932.

Après la Première Guerre mondiale, il rejoint l'Action française en intervenant à l'Institut d'Action française et en participant aux banquets des médecins d'Action française.
De 1920 à 1930, il dirige le laboratoire central de l’hôpital Saint-André. En 1931, il obtient la chaire de clinique médicale.
Pendant la condamnation de l'Action française par l'Église, il ne va pas au banc de communion pendant quatre ans et se souvient d'un enterrement où un prêtre ami de l'Action française survola la tombe en avion pour donner sa bénédiction au mort.
Il est doyen de la Faculté de médecine de Bordeaux de 1936 à 1944.
Il est élu correspondant national pour la division de médecine le 26 janvier 1937.
Pendant la Seconde Guerre mondiale, il découvre son frère abbé Jean Mauriac suicidé. Il n'aurait pas supporté l'exécution d'élèves pratiquants entrés en Résistance par des soldats nazis.
La première réunion de la Légion d'Aquitaine de la jeunesse française, organisation maréchaliste, tenue le 11 août 1941 à l'Athénée, est honorée de la présence de Pierre Mauriac.
Le 30 janvier 1942, lors de la réunion des présidents et délégués des conseils départementaux de la zone occupée à Paris, Pierre Mauriac souhaite « que l’élimination des métèques hors du corps médical soit poursuivie sans faiblesse ».
À la Libération, François Mauriac obtient du général de Gaulle « un jugement clément à l’égard de son frère accusé de collaboration ».

## Publications
- Hépatomégalies et frictions mercurielles (1909)
- Un grand médecin français, le Bordelais Pierre Desault (1675-1737) (1923)
- Insulino-résistances et diabètes par neutralisation (1926)
- Aux confins de la médecine (1926)
- Gros ventre, hepatomegalie, troubles de las croissance chez les enfants diabetiques traits depuis plusieurs annes par l'insuline (1930)
- Du Danger des explications simplistes en biologie et en médecine (1932)
- Divorcée (1932)
- Les Troubles de la régulation neuro-endocrinienne dans la pathologie du diabète (1932)
- De quelques manquements de la médecine à sa mission intellectuelle (1934)
- Libres échanges, aux confins de la médecine (1935)
- La Pathogénie des œdèmes. Confrontation des théories à la clinique (1937)
- Les Facteurs tissulaires de la rétention d'eau (1939)
- Claude Bernard (1941)
- Le Traitement du diabète en pratique médicale (1941)
- Diabète et lipémie, importance du test de l'hyperlipémie provoquée (1941)
- Le Rôle essentiel du système neuro-végétatif en pathologie (1942)
- La goutte, signes, diagnostic, traitement (1942)
- Le Rôle de l'acidose dans la pathogénie de certaines néphrites aiguës (1943)
- L'Écrivain et l'événement (1947)
- La Médecine et l'intelligence, 1840-1940 (1949)
- Retouches au tableau classique du diabète (1952)
- De Bordeaux à Stockholm (1953)
- Libre histoire de la médecine française (1956)
- Lourdes, documents authentiques... (1957)
- François Mauriac, mon frère (1997)

## Distinctions
- Croix de guerre 1914–1918
- Chevalier de la Légion d'honneur[2]